# Лимб роговицы

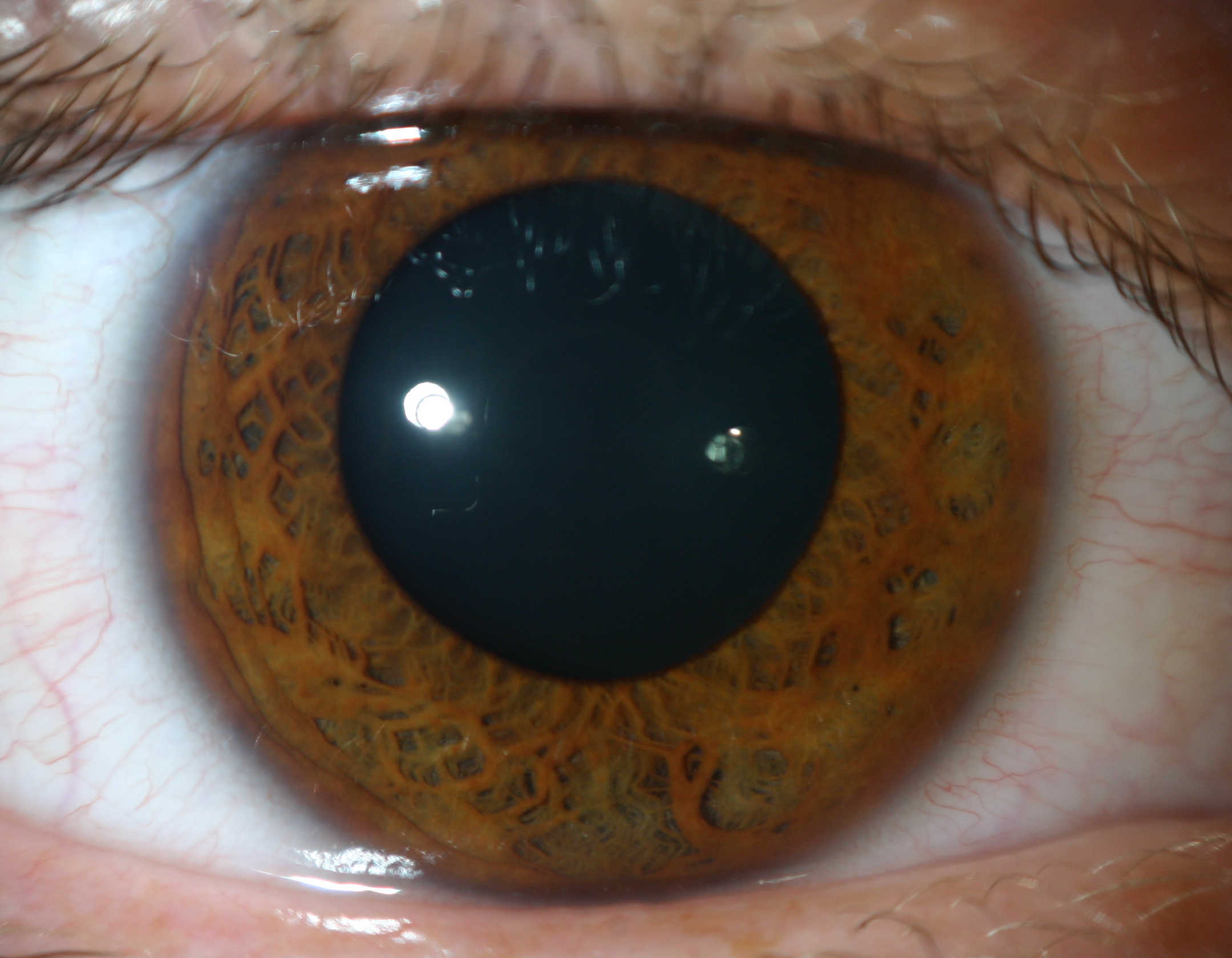
Лимб роговицы

Лимб роговицы  (лат. limbus corneae), край роговицы — место сочленения роговицы со склерой: разделительная полоса между роговицей и склерой шириной в 1,0-1,5 миллиметра. Внешне выглядит как полупрозрачное кольцо, обусловленное постепенным переходом прозрачной стромы роговицы в непрозрачную строму склеры пронизанной коллагеновыми волокнами, между просвечиваемой через роговицу радужной оболочкой и белой склерой, в проекции лимба находится борозда склеры (лат. sulcus sclerae).
Как многое в глазу, малый размер его отдельной части не исключает критической важности для нормальной работы всего органа в целом. В лимбе располагается много сосудов, которые принимают участие в питании роговицы. Лимб является важной ростковой зоной для эпителия роговицы. Существует целая группа глазных болезней, причиной которой является повреждение ростковых или стволовых клеток лимба. Недостаточное количество стволовых клеток часто бывает при ожоге глаза, более всего при ожоге химическом. Неспособность образовывать в нужном количестве клетки для эпителия роговицы ведет к врастанию сосудов и рубцовой ткани на роговицу, что неизбежно ведет к снижению её прозрачности. В итоге - резкое ухудшение зрения.
Эпителиальные клетки конъюнктивы вдаются в лимб радиально-ориентированными гребнями, известными под названием палисады Вогта. В палисадах Вогта описана популяция стволовых клеток.
Изменения цвета лимба могут иметь диагностическое значение. Например, Болезнь Вильсона — Коновалова дает зелёное кольцо Кайзера-Флейшера на роговице у лимба обусловленное отложением меди, отложение железа проявляется как кольцо Флейшера, отложение липидов — роговичная дуга.